# ジョセフ・ワナグ
ジョセフ・ワナグ（Joseph Paul Wanag、1966年8月2日 - ）は、アメリカ合衆国のコネチカット州出身の柔道選手。階級は86kg級。身長178cm。

## 人物
スタンフォードの柔道クラブで椎名清の指導を受ける。1983年の世界ジュニア78kg級で3位になった。1988年の世界学生86kg級で2位になると、1990年には優勝を飾った。1991年の世界選手権では決勝まで進むも、日本の岡田弘隆に小内刈で敗れ銀メダルを獲得した。パンアメリカン競技大会では優勝を飾った。1992年のパンナム選手権では3位だったが、バルセロナオリンピックでは初戦で敗れた。

## 主な戦績
- 1983年 - 世界ジュニア　78kg級　3位
- 1986年 - アメリカ国際　優勝
- 1988年 - 世界学生　2位
- 1990年 - 世界学生　優勝
- 1991年 - 世界選手権　2位
- 1991年 - パンアメリカン競技大会　優勝
- 1992年 - パンナム選手権　3位